# Ernesto Rossi (Schauspieler)

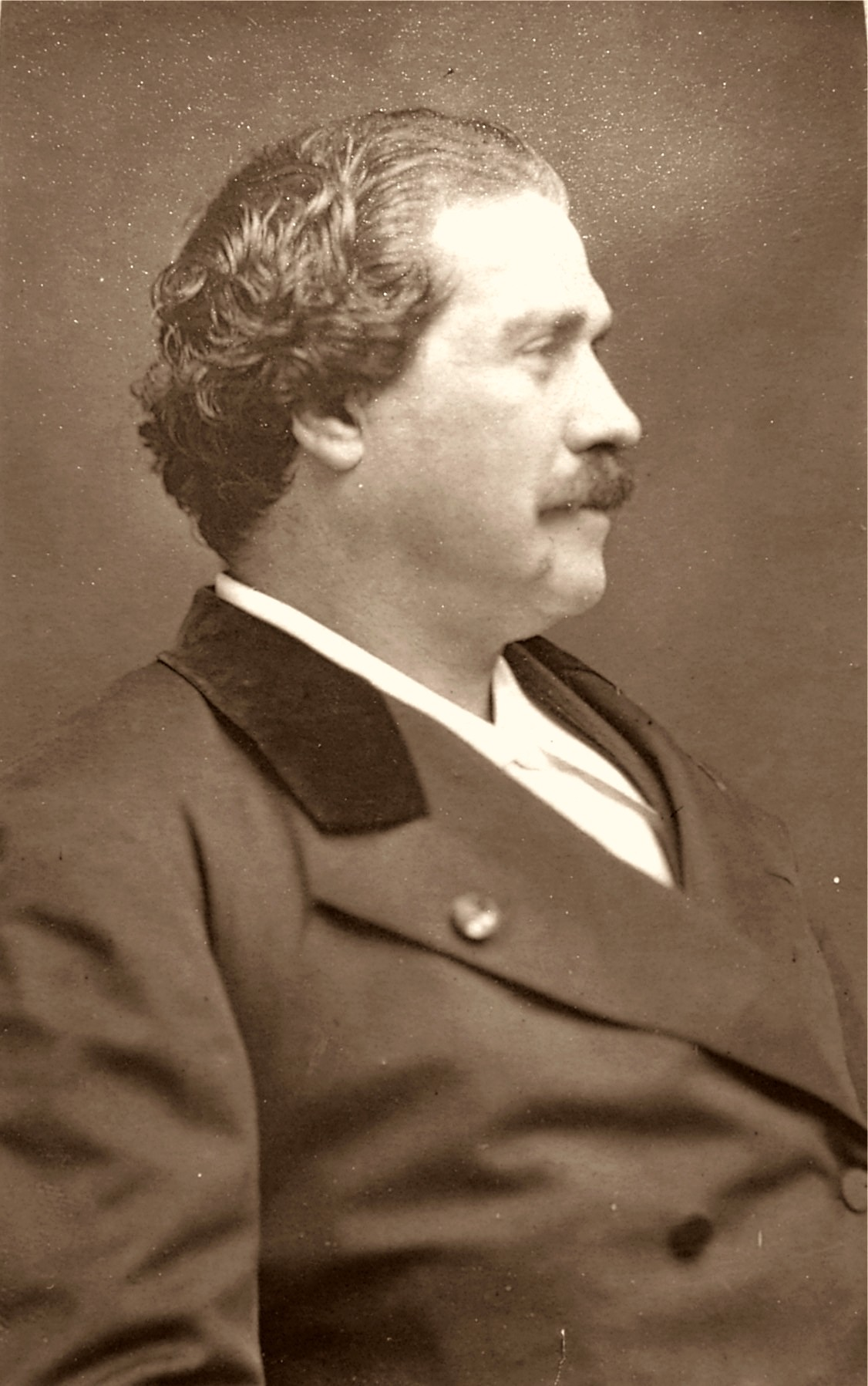
Ernesto Rossi

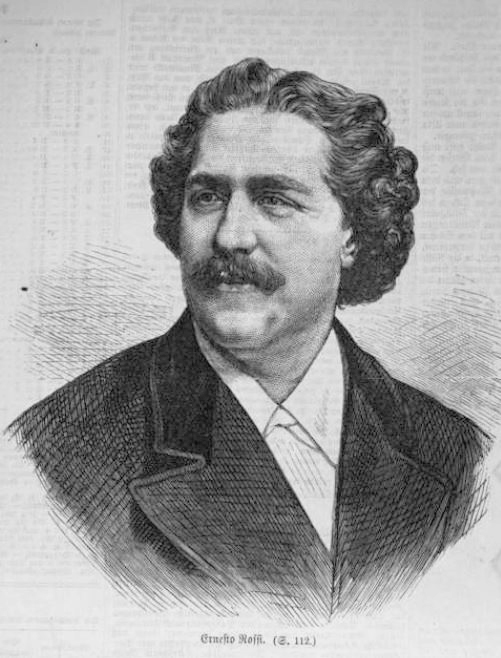
Ernesto Rossi

Ernesto Rossi als Kean, Lithographie von Eduard Kaiser, 1851

Ernesto Rossi (* 28. Februar 1827 in Livorno; † 4. Juni 1896 in Pescara) war ein italienischer Schauspieler und Dramatiker.

## Leben
Statt eines Jura-Studiums gab er bereits 1845 sein Debüt beim Tourneetheater und wurde von Gustavo Modena unterrichtet. 1852 kam er zur Compagnia Reale Sarda.
Tourneen führten ihn nach Mailand, Turin, Paris (Comédie-Française), London, Wien, Lissabon, Moskau, Prag; in Deutschland nach Berlin und Dresden. Er spielte u. a. mit Adelaide Ristori, für die er auch selbst Dramen schrieb.
Besonderen Erfolg hatte er mit Hauptrollen in den Dramen William Shakespeares.
Er erkrankte während eines Auftritts in Odessa und starb wenige Wochen später in Italien.

## Rollen (Auswahl)
- Romeo – Romeo und Julia (William Shakespeare)
- Othello – Othello (William Shakespeare)
- Hamlet – Hamlet (William Shakespeare)
- Macbeth – Macbeth (William Shakespeare)
- Faust – Faust. Eine Tragödie (Johann Wolfgang von Goethe)
- Cid – Le Cid (Pierre Corneille)
- Ludwig XI. – Louis XI. (Casimir Delavigne)
- Nero – Nerone artista (Pietro Cossa)

## Werke (Auswahl)
Theaterstücke
- Adele. Dramma in tre Atti. (speziell für seine Kollegin Adelaide Ristori verfasst). Sanvito, Milano 1861. (Digitalisat)

Sachbücher
- Studien über Shakespeare und das moderne Theater. Nebst einer autobiographischen Skizze. Übersetzung von Hans Merian. Schloemp, Leipzig 1885. (Digitalisat)
- Quarant' anni di vita artistica. Niccolai, Firenze 1887–1888 (2 Bde., Autobiografie). (Digitalisat Band 1), (Band 2)